# Nicolas Cage
Nicolas Cage, född som Nicolas Kim Coppola den 7 januari 1964 i Long Beach i Kalifornien, är en amerikansk skådespelare och filmproducent. Född in i familjen Coppola visste Cage redan i tidig ålder att han ville skådespela och tjatade på sin farbror Francis Ford Coppola att anställa honom. Det dröjde inte länge innan han fick synas i sin farbrors filmer som Outsiders (1983), Rumble Fish (1983) och Cotton Club (1984). Inför filmen Peggy Sue gifte sig (1986) var det sedan hans farbror som tjatade på Cage.
Cage fick sitt stora genombrott när han spelade mot Cher i den romantiska komedin Mångalen (1987) och blev en skådespelare att ta på allvar efter David Lynchs Wild at Heart (1990). Han blev sedan flerfaldigt prisad och oscarsbelönad för sin roll i Farväl Las Vegas (1995) och skördade stora framgångar med actionfilmerna The Rock (1996), Con Air (1997) och Face/Off (1997) vilket gjorde honom till en av de största skådespelarna i världen. Cage medverkade sedan i Martin Scorseses Bringing Out the Dead (1999) vilket gjorde honom till en kritikerrosad skådespelare. Han blev sedan återigen Oscarsnominerad för sin roll i Adaptation (2002).
I början av 2010-talet hamnade Cage i finansiellt trubbel med det amerikanska skatteverket och tog roller till höger och vänster, bland annat i många sågade lågbudgetfilmer som gick direkt till video, för att betala av sina skulder. Han fick sedan en kritikerrosad comeback med filmerna Mandy (2018), Color Out of Space (2019), Pig (2021), The Unbearable Weight of Massive Talent (2022), Dream Scenario (2023) och Longlegs (2024).

## Biografi

### Uppväxt
Nicolas Cage föddes som den yngsta i en syskonskara på tre. Hans far August Coppola (1934–2009) var professor i litteratur och hans mor Joy Vogelsang (1935–2021) var dansare och koreograf. Hans bröder är radioprofilen Marc Coppola och regissören Christopher Coppola. Hans farföräldrar var kompositören Carmine Coppola och skådespelerskan Italia Pennino. Cage är genom sin far även brorson till både regissören Francis Ford Coppola och skådespelaren Talia Shire. Hans kusiner är regissörerna Roman och Sofia Coppola samt filmproducenten Gian-Carlo Coppola och skådespelarna Robert och Jason Schwartzman. Familjen uppfostrades som katolsk.
Cage gick på Beverly Hills High School, en skola som är omtalad för dess många celebriteter som gått där. Redan i tidig ålder ville han bli skådespelare och fortsatte studera till att bli skådespelare på University of California i Los Angeles. Hans första uppträdande som skådespelare var i en skolproduktion av pjäsen Golden Boy. Cage har sagt att han ville skådespela för att vara som James Dean. "Jag såg honom i Ung rebell och Öster om Eden. Inget har påverkat mig – ingen rocklåt, ingen klassisk musik – så som Dean i Öster om Eden. Det blåste bort mig. Jag var liksom, det där vill jag göra!" sade han i en intervju. Vid femton års ålder försökte han övertala sin farbror, Francis Ford Coppola, att låta honom provspela för en roll och sa enligt egen utsago: "Jag ska visa dig skådespelande!". Hans önskan mötes av tystnad från farbrodern vid tillfället men Cage skulle senare få medverka i några av hans filmer.

### Tidig karriär
Cage fick sin första roll som en kroppsbyggande surfare i TV-serien Best of Times (1981) där han bara fick medverka i pilotavsnittet eftersom serien inte plockades upp av kanalen ABC. Hans filmdebut kom året efter som Judge Reinholds karaktärs namnlösa medarbetare i tonårskomedin Häftigt drag i plugget. Cage hade egentligen sökt Reinholds roll men fick den inte då han var för ung för att arbeta heltid. När kollegorna på inspelningen fick reda på vem hans farbror var så gick de och citerade repliker från filmerna vilket irriterade Cage. För att undvika det i framtida projekt och för att folk inte skulle misstänka nepotism så antog han artistnamnet Nicolas Cage. Hans val av namn inspirerades av Marvelseriehjälten Luke Cage och kompositören John Cage. Cages första huvudroll blev i den romantiska komedin Valley Girl (1983) där han spelar en punkare som blir kär i en, som titeln antyder, valley girl spelad av Deborah Foreman. Inspirerad av Romeo och Julia blev det en medioker finansiell framgång men fick goda recensioner från kritiker. Den blev också en kultfilm.
Cage sökte rollen som Dallas Winston i sin farbrors film Outsiders (1983) men den gick istället till Matt Dillon och Cage syntes som statist. Samma år hade han dock en biroll i Rumble Fish, även den regisserad av hans farbror Francis Ford Coppola. Året efter, 1984, medverkade Cage i de tre perioddraman Racing with the Moon, Cotton Club och Birdy där ingen av dem skulle prestera särskilt bra på biograferna. Dock skulle Cage få en bra recension för sin farbrors film Cotton Club där han porträtterade den lönnmördande gangstern Vincent "Mad Dog" Coll. Även för filmen Birdy skrev kritikern Janet Maslin för The New York Times: "Mr. Cage fångar sympatiskt Als frustration och stressande. Tillsammans utför skådespelarna mirakel med annars ospelbara karaktärer.
Cage medverkade sedan i den något obskyra kanadensiska sportfilmen Satsa Allt (1986) som inte sågs av många. Samma år medverkade han också motvilligt i sin farbrors film Peggy Sue gifte sig. Hans farbror tjatade länge för att få Cage att ställa upp i filmen och gick sedermera med på det ifall han fick överdriva sin insats. Cage har sagt att han satsade på att vara en Jerry Lee Lewis på syra. Hans motspelerska Kathleen Turner skrev i sina memoarer att Cage inte verkade vilja göra filmen och vittnade om att han blev gripen för rattfylla två gånger under inspelningen, och gripen en tredje gång för att ha stulit en chihuahua. Just historien om chihauhuan skulle hon senare erkänna inte var sant. Filmen blev trots Cage oengagerade insats både kritikerrosad och en kommersiell succé. Den blev nominerad till tre Oscars och hamnar ofta på listor om tidernas bästa High-School film.

### Genombrott
Cage fick sitt stora genombrott i rollen som den hetlevrade bagaren Ronny i den romantiska komedin Mångalen (1987). Filmen blev både en kommersiell succé och kritikerrosad. Den blev nominerad till sex Oscars varav Cages motspelerska Cher mottog en. Cage blev istället nominerad för Bästa manliga huvudroll på Golden Globe Awards. Vid ett senare tillfälle skrev filmkritikern Roger Ebert att Cage borde vunnit en Oscar för sin insats. Han medverkade samma år i bröderna Coens Arizona Junior som en korkad kåkfarare. Även den skulle få ett bra mottagande bland både kritiker och publik. Cage följde upp sitt succéår med den svarta komedin Vampire's Kiss (1989) där han spelar en publicist som blir kär i en vampyr och snart inbillar sig att han är en vampyr. Cage tyckte till en början att det var en dålig film att följa upp Mångalen med, men när han återigen fick överdriva sin karaktär ställde han upp. Filmen blev en besvikelse på biografer och kritikern Vincent Canby på The New York Times tyckte filmen "dominerades och förstördes av Mr. Cages kaotiska och njutningslystnade framträdande." Cages överdrivna skådespel togs inte emot väl men har med tiden utvecklat en kultstatus och har också förvandlats till memes på Internet. Cage själv kallade sin skådespelarstil i filmen för motsatsen till metodskådespeleri med mer surrealism.
Efter sin besvikelse på rollerna som erbjudits honom var han snabb på att tacka ja när regissören David Lynch frågade honom om han ville medverka i Wild at Heart (1990). Han såg fram emot att arbeta med ett "riktigt passionsprojekt med ohämmade romantiska karaktärer". Lynch utnyttjade också Cages överdrivana skådespel och lät honom inspireras av sin idol Elvis Presley och han fick också sjunga Presley-låtar. Filmen fick ett blandat mottagande av kritiker men vann trots det Guldpalmen på filmfestivalen i Cannes, en vinst som blev kontroversiell i medier. Den har med åren blivit en kultfilm och är ofta nämnd på listor om 1990-talets bästa filmer. Cage återförenades med Lynch och sin motspelerska Laura Dern i konsertfilmen Industrial Symphony No. 1: The Dream of the Broken Hearted (1990). Han spelade samma år en helikopterpilot i actionfilmen Fire Birds som blev något orättvist sågad då den jämfördes med Top Gun (1986). Även hans nästa film Zandalee (1991) blev sågad. I USA gick den inte ens upp på biografer och Cages motspelerska Erika Anderson sade att sexscenerna i filmen blev ren pornografi och att hon inte kände sig trygg under inspelningen.
Cage skulle i Smekmånad i Las Vegas (1992) spela en "fånig Svensson" bredvid James Caan och Sarah Jessica Parker. Både filmen och Cage skulle få  ett blandat mottagande. Många kritiker skulle se Cages insats som överdriven men filmkritikern Roger Ebert gick i försvar och menade att han gillar Cage. Cage fick sin andra Golden Globe-nominering genom filmen och han fick också vara värd för Saturday Night Live, den enda gång han varit det. Under de kommande två åren, 1993 och 1994 medverkade Cage i uteslutande sågade och kommersiellt misslyckade filmer som Deadfall (regisserad av hans bror Christopher), Amos & Andrew, Mer än plikten kräver och Fångade i paradiset. Enligt hans motspelare i den sistnämnda sade Jon Lovitz att Cage regisserade stora delar av filmen då regissören George Gallo inte var engagerad i projektet. Filmerna Red Rock West och Polis ger servitris 2 miljoner i dricks blev undantag med väl mottagna recensioner från kritiker.

### Kritikerrosad karriär och actionhjälte
Cage medverkade sidan om David Caruso och Samuel L. Jackson i kriminalfilmen Dödskyssen (1995) där han fick den största uppmärksamheten bland kritiker och ansågs stjäla "rampljuset". Samma år spelade han en alkoholiserad manusförfattare som åker till Las Vegas för att dricka ihjäl sig och blir kär i en prostituerad, spelad av Elisabeth Shue i Farväl Las Vegas. För att förbereda sig för rollen åkte han till Dublin för att hetsdricka i två veckor och filmade sig själv för att studera sitt beteende. För sin insats blev Cage belönad med en Oscar för Bästa manliga huvudroll och även en Golden Globe i samma kategori. Cage medverkade tillsammans med Sean Connery och Ed Harris i The Rock (1996) regisserad av Michael Bay, den första i en lång rad av actionfilmer som gjorde Cage till en oväntad och något ovanlig actionhjälte. The Rock blev både en kritikermässig och inkomstmässig succé.
Året efter medverkade han i ytterligare två actionfilmer – Con Air och Face/Off som båda blev kommersiella succéer och hade dessutom premiär samma månad. Rollen för Con Air fick han genom producenten Jerry Bruckheimer som hade fått tycke för Cage i särskilt Farväl Las Vegas men även The Rock. Cage var egentligen besviken då han ville spela en av skurkarna. Filmen fick ett mediokert mottagande bland kritiker där filmkritikern Roger Ebert för första gången inte tyckte om Cages rollprestation. Filmen skulle ändå uppskattas av Cages fans och har blivit en kultfilm. I Face/Off spelar Cage mot John Travolta där de båda byter ansikte med varandra för att infiltrera varandras organisationer. Filmen fick ett bra mottagande bland kritiker och har även den blivit en kultfilm. De tre inledande actionfilmerna The Rock, Con Air och Face/Off gjorde Cage till den största actionhjälten vid tidpunkten. Filmerna har också fått epitetet den heliga treenigheten bland Cages fans.
Efter att ha gjort tre actionfilmer i rad ville Cage återvända till mer seriösa filmer vilket han gjorde med den romantiska fantasyfilmen Änglarnas stad (1998), en nyinspelning löst baserad på den tyska filmen Himmel över Berlin (1987). I filmen spelar han en ängel och kritikers åsikter gick isär om både filmen och Cages insats. Kritikern Stephen Holden skrev för The New York Times att Cages karaktär påminde mer om en seriemördare än en ängel. Även hans nästa film Snake Eyes (1998) fick ett blandat mottagande. Han spelade sedan en privatdetektiv som gräver i den undre världen av snuff filmer i kriminalthrillern Super 8 (1999) som blev sågad av kritiker. Efter att Brian De Palma berättat för Martin Scorsese hur det var att arbeta med Cage på filmen Snake Eyes så fick han rollen i Scorseses nästa film Bringing Out the Dead (1999) där han syns i huvudrollen som en deprimerad ambulansförare i New York. Filmen fick ett mycket bra mottagande bland kritiker, Roger Ebert gav den till exempel full pott. Den skulle inte prestera bra på biografer men Cage tycker själv att det är den bästa filmen han medverkat i.

### Fler kritikerrosade roller och actionfilmer samt producent
Cage startade tillsammans med Michael Nilon produktionsbolaget Saturn Films år 2000. Bolagets första film blev Shadow of the Vampire som gavs ut samma år som blev kritikermässigt framgångsrik och oscarsnominerad. Som skådespelare återförenades han med producenten Jerry Bruckheimer som en biltjuv i actionfilmen Gone in 60 Seconds (2000), en nyinspelning av Blåst på 60 sekunder från 1974. Filmen blev sågad av kritiker men blev en kommersiell framgång. Inspelningen av filmen var ansträngande för Cage, särskilt då han hellre ville göra roller som den i Bringing Out the Dead och tackade därför först nej till den romantiska komedin En andra chans (2000). Men efter att han och hans far hade sett och skrattat högt tillsammans åt regissören Brett Ratners komedi Rush Hour (1998) ändrade han sig och tackade ja. Filmen fick ett blandat mottagande men blev även den en kommersiell framgång. Cage hade huvudrollen i den romantiska krigsfilmen Kapten Corellis mandolin (2001) bredvid Penélope Cruz och lärde sig spela mandolin för rollen. Året efter medverkade han i ytterligare en krigsfilm där han återförenades med Face/Off-regissören John Woo. Windtalkers skulle bli både sågad och ett finansiellt misslyckande. Den blev också hånad för sin historiska icke korrekthet och jämfördes med Pearl Harbour (2001).
Cage var sedan både regissör och producent samt gjorde en cameo i sin regidebut Sonny (2002) med James Franco i huvudrollen. Filmen blev dåligt mottagen och han har ännu (2025) inte regisserat något mer. Cage porträtterade samma år manusförfattaren Charlie Kaufman och hans fiktiva tvilling Donald i Adaptation. Cage bar en dräkt som gjorde honom tjockare och fick fem miljoner dollar i lön för rollen. Han blev nominerad till sin andra Oscar för Bästa manliga huvudroll. Han blev även nominerad för en Golden Globe och en BAFTA i samma kategori. Filmen och Cage blev också hyllade, filmkritikern Roger Ebert ansåg att det var decceniets bästa film och har den också i sin personliga kulturella kanon som en fantastisk film. Han följde upp succén med Ridley Scotts svarta komedi Matchstick Men (2003) som också mottogs med höga betyg från kritiker. Roger Ebert tyckte än en gång att Cage förtjänade en Oscar för sin insats.

### Franchisefilmer
Cage spelade den excentriska historikern Benjamin Franklin Gates i familjefilmen National Treasure (2004). Cage skulle trots kritikers svala mottagande för filmen bli hyllad för sin insats. Under 2005 syntes Cage i huvudrollen för de två filmerna Lord of War och The Weather Man som trots lovande kritik hade svårt att hitta en publik på biografer. Nyinspelningen The Wicker Man (2006) baserad på filmen Dödlig skörd från 1973, blev brutalt sågad och skulle inte ens spela in sin produktionskostnad på 40 miljoner dollar. Cage blev nominerad till både Sämsta skådespelare och Sämsta filmkombination (tillsammans med sin björndräkt) på Golden Raspberry Awards. Cage har också själv sagt att filmen blev "absurd" och när han fick frågan om vilken av sina filmer han hade velat återskapa svarade han: "Jag skulle vilja paras ihop med någon av de fantastiska japanska regissörerna som mästaren som gjorde Ringu (1998) och ta The Wicker Man till Japan, förutom att den här gången är han ett spöke".

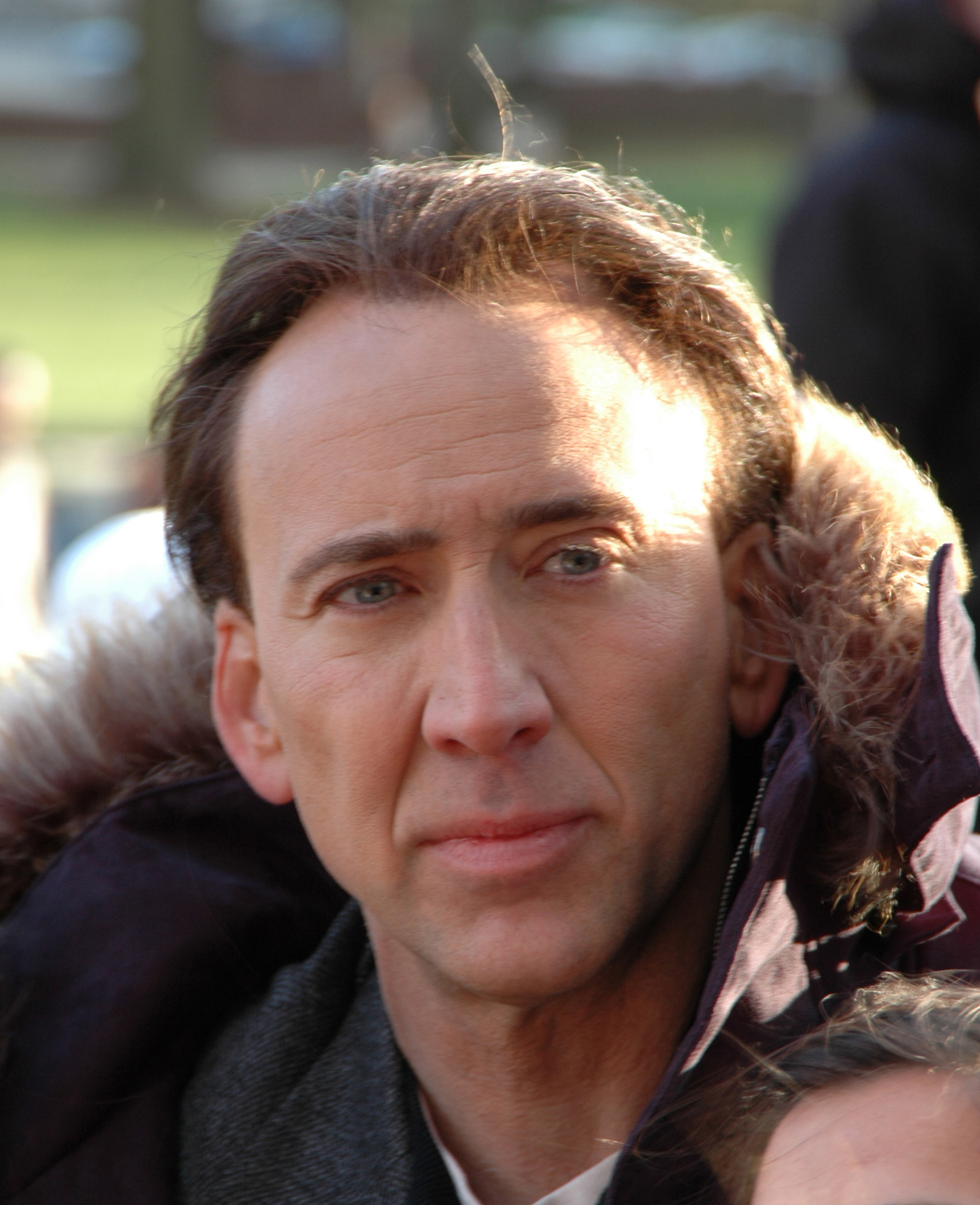
Cage på inspelningen av National Treasure: Hemligheternas bok 2006.

År 2006 porträtterade han också hamnpolisen John McLoughlin som tillsammans med sina fyra kollegor blir begravda under ruinerna av tvillingtornen efter 11 september-attackerna i World Trade Center. Filmen blev bra mottagen av kritiker och också en kommersiell succé. Samma år gjorde han också en röstroll i Myrmobbaren. Cage fick trots intresse från Johnny Depp, rollen som Johnny Blaze i superhjältefilmen Ghost Rider (2007) baserad på serietidningen från Marvel. Regissören Mark Steven Johnson har senare sagt att Cage hela tiden var den överlägsna favoriten till rollen. Filmen blev en kommersiell framgång men hos kritiker blev den brutalt sågad. Han syntes samma år även i den brutalt sågade sciencefiction filmen Next och i en cameo i en fiktiv trailer i projektet Grindhouse som bestod av två filmer av regissörerna Quentin Tarantino och Robert Rodriquez. Han repriserade även sin roll som Benjamin Franklin Gates i uppföljaren National Treasure: Hemligheternas bok som blev en än större kommersiell framgång än föregångaren, men fick också ett sämre mottagande bland kritiker. För sina insatser i Ghost Rider, Next och National Treasure: Hemligheternas bok blev han än en gång nominerad till Sämsta skådespelare på Golden Raspberry Awards.
I november 2007 sågs Cage backstage på ett wrestlingevent i New York. Det visade sig att han var där i syfte att göra efterforskningar på en filmroll i Darren Aronofskys The Wrestler (2008). Cage hoppade kort därefter av, då han hade för lite tid att förberedda sig för rollen och för att regissören Aronofsky föredrog Mickey Rourke för rollen. Rourke tog sedermera över rollen och vann en Oscar för sin insats. Aronofsky har berättat att Cages avhopp var rent gentlemannamässigt där han förstod regissörens val och ville dessutom hjälpa Rourke. "Jag har så mycket respekt för Nic Cage som skådespelare och jag tror det verkligen hade fungerat med honom men du vet, Nic var så otroligt stödjande för sin gamle vän Mickey och ville verkligen hjälpa honom med denna möjlighet, så han eliminerade sig själv ur loppet." sade Aronofskys i en intervju.

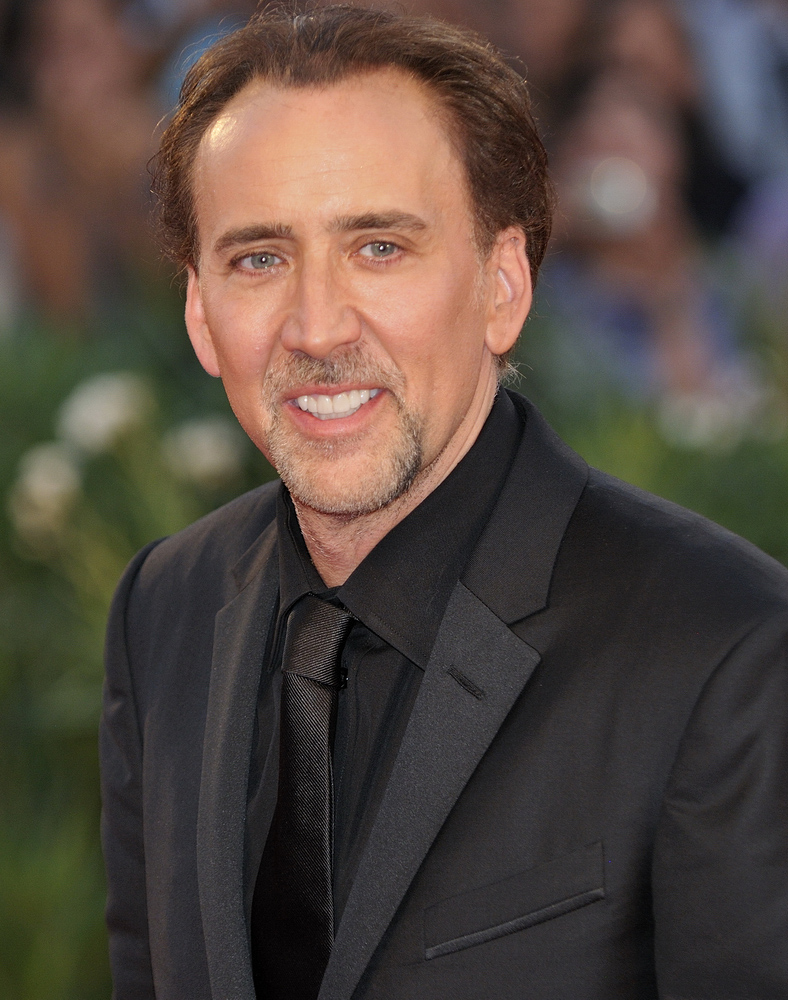
Cage på Filmfestivalen i Venedig 2009.

Cage och hans produktionsbolag köpte rättigheterna till den thailändska actionfilmen Bangkok Dangerous (1999) för att 2008 släppa en amerikansk nyinspelning med samma namn. Cage hade också huvudrollen i filmen vilken blev brutalt sågad av kritiker. Han medverkade i regissören Alex Proyas sciencefiction thriller Knowing (2009) där han spelar en proffessor vars son kommit över en lista på katastrofer genom en tidskapsel i skolan. Cages karaktär inser snart att listan förutspår jordens undergång. Filmen fick blandade recensioner men blev en kommersiell framgång. Cage medverkade i ytterligare en nyinspelning med Werner Herzogs The Bad Lieutenant: Port of Call New Orleans (2009) som blev kritikerrosad. Cage blev hyllad för sin rolltolkning där Michael Phillips på Chicago Tribune skrev: "Herzog har funnit den ideala tolken, en underhållare vars sanning ligger djupt i det påhittiga framträdandet: Mina damer och herrar, Nicolas Cage, när han är som bäst." Samma år hade han också röstroller i de två animerade filmerna G-Force och Astro Boy.
Cage medverkade i ytterligare en film som baserades på en serietidning. Kick-Ass (2010) startade kontroverser när trailern släpptes då den innehöll grova svordomar och särskilt att de kom ifrån då 12-åriga Chloë Grace Moretz karaktär (som Cage i filmen var fader till). Trots många familjers bojkott blev den både kritikerrosad och en kommersiell framgång. Samma år återförenades Cage med producenten Jerry Bruckheimer i Trollkarlens lärling där han spelar en trollkarl. Filmen blev av till stora delar då Cage ville spela en trollkarl och producenten Todd Garner tyckte han skulle göra en version av Musse Pigg i Fantasia (1940). I slutändan blev det något annat, och skulle bli både sågad och ett kommersiellt misslyckande. Cage fortsatte i fantasytemat i Season of the Witch (2011) vilken också blev sågad. Samma år medverkade han i ytterligare fyra sågade filmer däribland då han repriserade Johnny Blaze i uppföljaren Ghost Rider: Spirit of Vengeance som däremot var år 2011 enda kommersiellt gångbara film. För samtilga filmer det året blev Cage nominerad till Sämsta skådespelare på Golden Raspberry Awards.

### Karriären dalar
Cage spelade sin enda roll 2012, i actionfilmen Stolen, som blev både ett kommersiellt misslyckande och brutalt sågad. Cage påbörjade en stagnerande karriär där de flesta filmerna han agerade i gick direkt till video och blev brutalt sågade. Hans val av roller har kunnat spårats till överkonsumtion och skatteskulder vilket tvingat honom att välja roller efter lönen snarare än prestige. Undantaget blev när han gjorde en röstroll i den animerade filmen Croodarna (2013) som fick ett mycket bra mottagande från kritiker och blev en av Cage största inkomstmässiga filmer med sina 587 miljoner dollar. Han följde upp succén med kriminaldramat Joe (2013) som fick premiär på filmfestivalen i Venedig. Både filmen och Cage blev kritikerrosade men den blev också ett finansiellt misslyckande då den bara spelade in halva sin produktionskostnad. Även hans nästa film, The Frozen Ground (2013) blev ett finansiellt misslyckande.

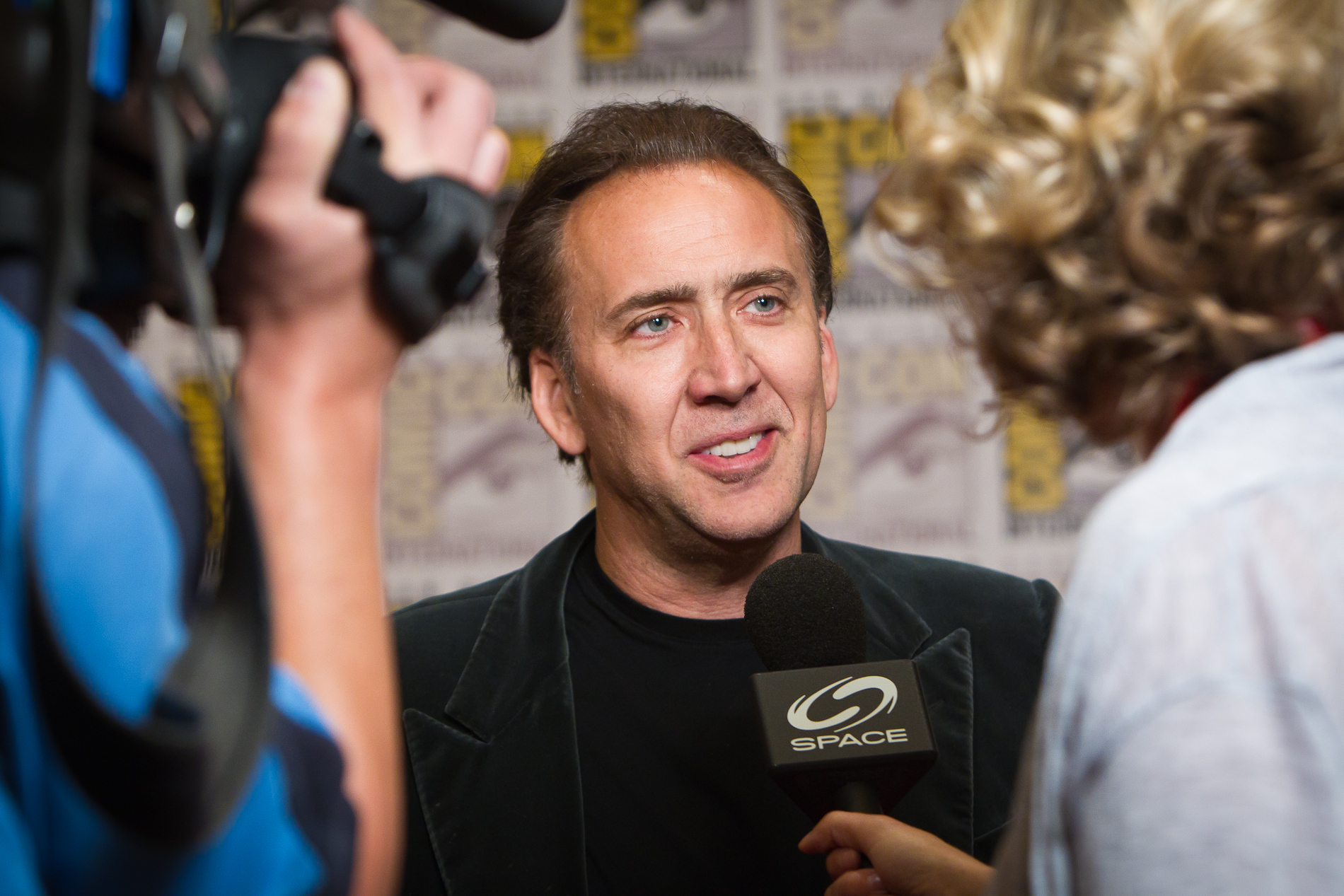
Cage på San Diego Comic-Con 2011.

Åren 2014 och 2015 bestod enbart av sågade filmer släppta direkt till video som Tokarev, Outcast, The Dying of the Light, The Runner och Pay the Ghost. Enbart Left Behind (2014) gick upp på biografer och spelade in den blygsamma summan 27 miljoner dollar. Den blev däremot mediokert mottagen av kritiker. Cage återförenades med sin forna skådespelarkollega Willem Dafoe från Wild at Heart och med regissören Paul Schrader i den svarta komedin Dog Eat Dog (2016). Filmen fick en mycket begränsad period på biografer men mottog några få bra recensioner. Han syntes samma år i en mindre roll i den biografiska filmen Snowden som behandlade Edward Snowdens läckor av hemliga dokument. Filmen fick ett bra mottagande men huvudrollsinnehavaren Joseph Gordon-Levitt fick mest beröm. Samma år medverkade han i ytterligare två biografier, båda gick direkt till video, krigsfilmen USS Indianapolis: Men of Courage och Army of One varav båda blev brutalt sågade. Krigsfilmen till den grad att den jämfördes med B-filmen Sharknado (2013).
Sågningarna för Cages filmer fortsatte med actionfilmen Vengeance: A Love Story (2017) och thrillern Inconceivable (2017). I actionfilmen Arsenal (2017) repriserade Cage sin roll från Deadfall (1993). Filmen blev brutalt sågad och är till dags datum, 2025 den film med Cage som fått sämst mottagande med 3% positiva recensioner på Rotten Tomatoes. Joe Leydon från Variety fokuserade sin recension nästan uteslutande på Cage och skrev "med sin spacklade lösnäsa, dåliga peruk och sin falska mustasch som påminner om en utmattad larv närmar han sig slutet på sitt skyddade liv." Samma år medverkade han också i Brian Taylors skräckkomedi Mom and Dad som fick ett mycket bra mottagande från kritiker men skulle inte prestera bra ekonomiskt.

### Återupplivad bland kritiker
I januari 2018 fick Cages nästa film Mandy premiär på Sundance Film Festival. I filmen regisserad av Panos Cosmatos spelar han en skogshuggare som hämnas sin flickvän som blivit mördad av en kult. Filmen och Cage blev kritikerrosade där Nick Allen på RogerEbert.com skrev: "Av alla ändlösa vilda framträdande som Cage har gett oss, i bra, dåliga och glömda filmer så är Cosmatos stildrivna 80-tals passion för konstiga världar och karaktärer den som utnyttjar Cages storhet bäst, med lite till övers." Cage blev nominerad till flera priser däribland Saturn Awards och producenten Elijah Wood startade en kampanj för att Oscarsnominera Cage och filmens kompositör Jóhann Jóhannsson (som dog månaden efter premiären). Filmen blev diskkvalificerad för Oscars då de valt att ge ut den på Video On Demand innan de anmält den till Oscarsakademien.

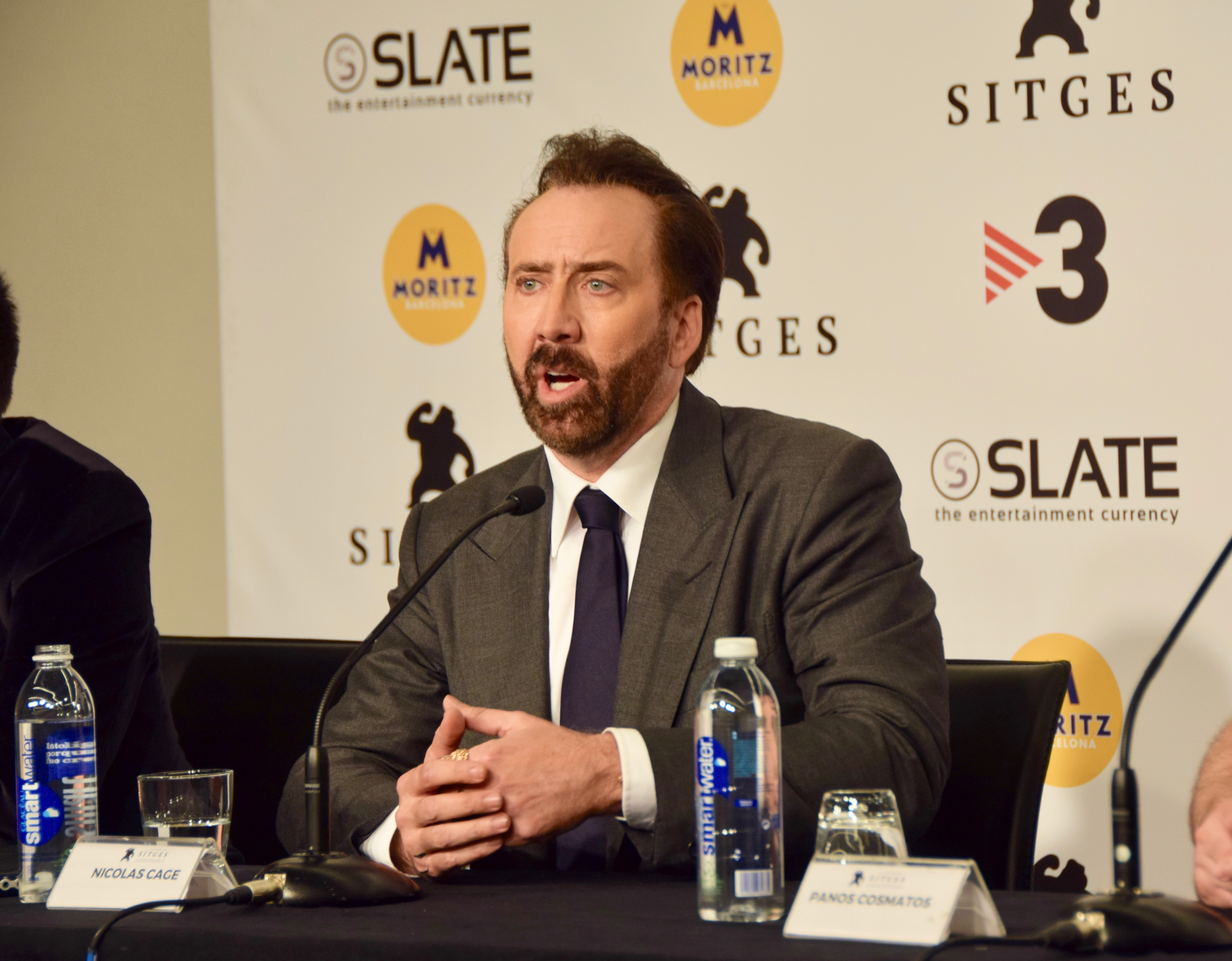
Cage på filmfestivalen i Sitges 2018.

Cage fortsatte också i de sågade filmerna som gick direkt till video och samma år som Mandy hade premiär syntes han också i The Humanity Bureau, 211, Between Worlds och Looking Glass där han i den sistnämnde beskrevs som "en uttråkad fluktare" av kritikern Eric Cohn på IndieWire. Samma år hann han också med att göra rösten åt Stålmannen i den animerade Teen Titans Go! To the Movies som var en anspelning på den nedlagda Stålmannen-filmen Superman Lives som Tim Burton skulle regissera 1998 och där Cage hade fått huvudrollen. Han gjorde 2018 också rösten åt den alternativa monokroma Spider-Man Noir i den animerade Spider-Man: Into the Spider-Verse som blev en stor succé både inkomstmässigt och bland kritiker.

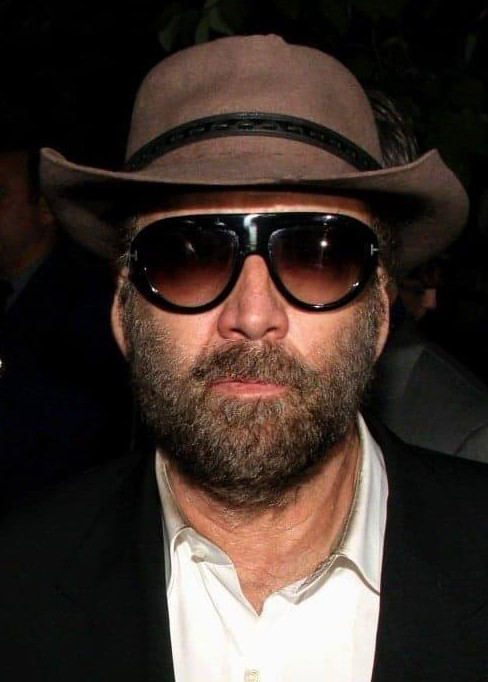
Cage på premiären av Color Out of Space 2019.

Även året 2019 blev ett hektiskt år för Cage bland de sågade direkt till video filmerna där han medverkade i inte mindre än fem stycken som A Score to Settle, Running with the Devil, Kill Chain, Primal och Grand Isle. Han skulle dock också medverka i sciencefiction skräckfilmen Color Out of Space, baserad på novellen Färg bortom tid och rum av H.P. Lovecraft från 1927. Filmen fick ett mycket bra mottagande bland kritiker och var också regissören Richard Stanleys första film sedan 1996 då han arbetat med katastrofinspelningen The Island of Dr. Moreau. Även dokumentärfilmen Love, Antosha (2019) skulle få bred uppmärksamhet på filmfestivaler. I dokumentären som handlade om den ryska skådespelaren Anton Yelchin och innehöll intervjuer med kollegor och vänner som Kristen Stewart, J. J. Abrams, Chris Pine, Jennifer Lawrence, Jodie Foster, John Cho och Martin Landau så medverkade Cage som berättarrösten.
Cage medverkade i sciencefiction kampsportsfilmen Jiu Jitsu (2020) vilken blev sågad av kritiker, den drog bara in 100 000 dollar på sin 25 miljoner dollar budget. Han repriserade samma år sin röstroll i den animerade uppföljaren Croodarna 2: En ny tid som inte kom upp i samma mottagande som föregångaren men blev likväl en succé. Under 2020 annonserades det också att Cage hade fått rollen som Joe Exotic i en TV-serie baserad på Netflixdokumentären Tiger King. Serien blev nedlagd året därefter.

### Skuldfri och fler kritikerrosade roller
Den japanska regissören Sion Sono första engelskspråkiga film Prisoners of the Ghostland (2021) annonserades redan 2018 och hade Cage i huvudrollen. Inför inspelningen sade han att det kunde vara "den galnaste filmen jag någonsin medverkat i". I filmen spelar han ökänd kriminell som måste rädda guvernörens guddotter från ett mörkt land kallat Ghostland. Filmen fick premiär på Sundance Film Festival och mottogs av blandade recensioner från kritiker. Cage medverkade också i skräckkomedin Willy's Wonderland (2021), ett manus han funnit genom en hemsida. Filmen fick en begränsad visning på biografer på grund av covid-19-pandemin och fick ett blandat mottagande från kritiker. Cage blev hyllad för sin insats. Cage blev även hyllad för sin nästa film, Pig, från samma år. I filmen där han spelar en tryffeljägare vars tryffelgris blir stulen, blev hyllad av en enad kritikerkår med särskilt fokus på Cages insats och manuset. Cage själv har också sagt att det är den bästa av hans egna filmer.
Cage fick vidare stor uppskattning från kritiker när han spelade en överdriven fiktiv version av sig själv i The Unbearable Weight of Massive Talent (2022). I filmen medverkade även Pedro Pascal och den blev kritikerrosad. Han fortsatte också synas i direkt till video produktioner som westernfilmen Butcher's Crossing (2022) som fick blandade recensioner. År 2022 meddelade Cage att hans skulder han dragit på sig runt 2010-talet är avbetalda och hade från och med då intentionen att bli mer selektiv med sina filmroller. Han syntes dock redan året efter i ytterligare en westernfilm som gick direkt till video, The Old Way som blev sågad av kritiker. År 2023 medverkade han också i filmerna Sympathy for the Devil och The Retirement Plan som båda blev mediokert mottagna av kritiker men skulle få de sämsta premiärhelgerna i Cages karriär. Han skulle också medverka i Renfield (2023) tillsammans med Nicholas Hoult där han porträtterade Greve Dracula. Även den blev mediokert mottagen av kritiker. Cage repriserade också sin roll som Stålmannen i en kort cameo i superhjältefilmen The Flash (2023) där ett alternativt universum visade hur Tim Burtons inställda Stålmannen-film kunde sett ut. Cage filmades till mesta del av CGI och han gjordes yngre.
Sin sista film för 2023 blev den satiriska komedin Dream Scenario där han spelar en man som dyker upp i folks drömmar. Både filmen och Cage hyllades av kritiker. Cage nominerades till sin första Golden Globe på 20 år och vann både Critics' Choice Super Awards och Saturn Awards. Cage blev även hyllad för sin roll i skräckfilmen Longlegs (2024) där flera kritiker tyckte han gjorde sin karriärs bästa roll. Peter Travers för ABC News skrev: "Nicolas Cage är sitt unika, irriterande, oförglömliga bästa i Longlegs". Filmen blev dessutom en finansiell succé då den spelade in 126 miljoner dollar på en mindre budget på 10 miljoner dollar. Cage blev än en gång nominerad till Saturn Awards. Han syntes samma år i de två independentfilmerna Arcadian och The Surfer som båda fick mycket bra recensioner av kritiker men spelade knappt in över miljonen.

## Anseende

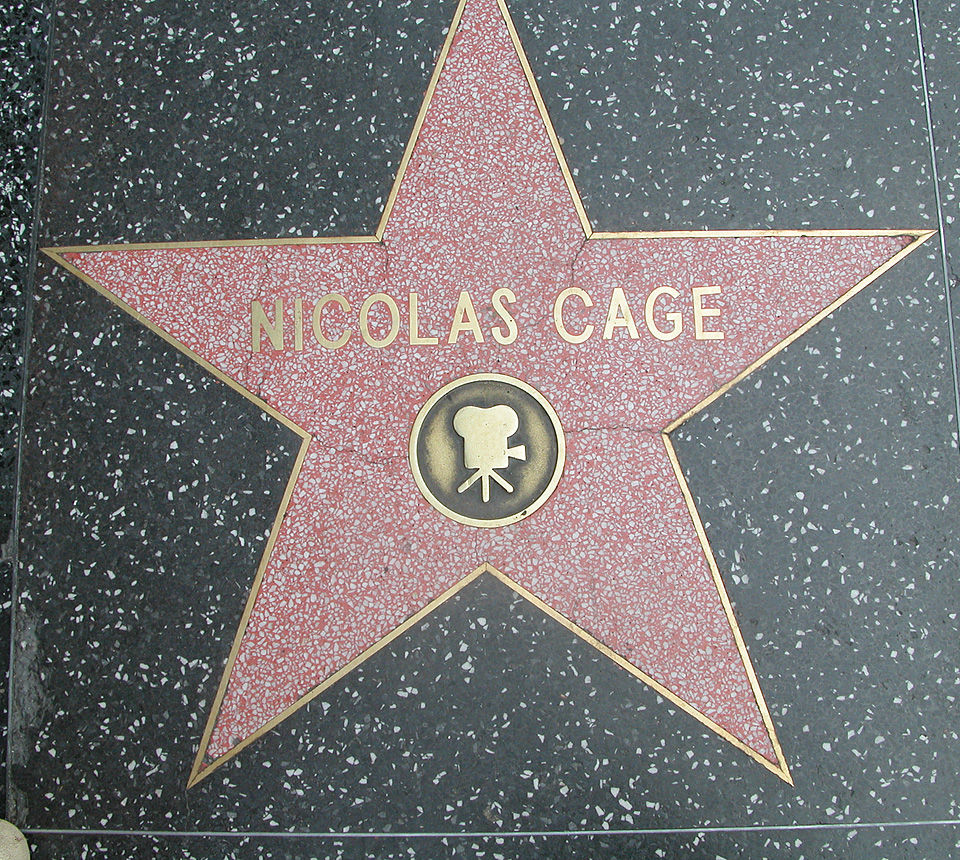
Nicolas Cages stjärna på Hollywood Walk of Fame.

Enligt filmkritikern Luke Buckmaster på The Guardian: "kan vem som helst se att Cage är underhållande, karismatisk och vilt flamboyant". Buckmaster tror han är starkt påverkad av sin "välkultiverade" familj. Vidare tycker han Cage: "är märkbart attraherad av groteska karaktärer och hyllas för sina vilda och obehärskade inställning till dem. Han har närvaro som en ledare och excentriciteter som en metodskådespelare." Skådespelaren Ethan Hawke sade 2013: "Cage är den enda skådespelaren sedan Marlon Brando som faktiskt gjort någonting nytt med konstformen." och hyllade honom för att ta med filmpubliken på en resa ifrån besattheten av naturalism till en typ av skådespelarpresentation som han tror uppskattades av gamla trubadurer.
Regissören David Lynch beskrev Cage som: "Jazzmusikern av amerikansk skådespel". Många kritiker har anklagad Cage för att spela över. Andra, inklusive Cage själv beskriver snarare sin avsiktliga extrema skådespel som "Mega-acting". Efter Cages actionframgångar i slutet av 1990-talet sade Sean Penn i en intervju med The New York Times att: "Cage är inte längre en skådespelare utan mer en konstnär." I sitt tacktal för Oscarn Penn vann för sin insats i Mystic River (2003) nämnde han Cage och menade att han gjorde årets skådespelarinsats i Matchstick Men (2003).

Under 2010-talet skrev flera filmkritiker att Cage är en av de mest underskattade skådespelarna ur sin generation.
"I Cages händer genomsyras karikatyrer med riktiga känslor och riktiga känslor blir karikatyrer. Allting – från individuella scener till enstaka rader av dialoger – känns som om det blivit omfamnat av skapelsens tillfällen. Cage är oftast intressant även om hans filmer inte är det. Han är ojämn och oförutsägbar; han är fängslande och han är nyckfull. Han är en konstnär. Han är en trubadur. Han är en jazzmusiker."

–Luke Buckmaster, The Guardian.

## Privatliv

### Relationer
Cage har varit gift fem gånger och har tre barn med Christina Fulton, Alice Kim och Riko Shibata.
Cage inledde en relation med Christina Fulton 1988. Tillsammans har de sonen Weston Coppola Cage (född 1990) som är musiker och skådespelare. Han har bland annat synts bredvid sin far i filmerna Lord of War (2005) och Tokarev (2014). Genom Weston har Cage två barnbarn födda 2014 och 2016. I juli 2024 blev Weston arresterad för att ha hotat folk med ett vapen däribland hans mor Fulton.
Cage gifte sig med Patricia Arquette i april 1995. Paret skilde sig 2001. Cage gifte sig, som av en händelse är Elvis-fan, med Lisa Marie Presley, dotter till Elvis Presley och Priscilla Presley. Paret gifte sig på Waimea i Hawaii och skulle ansöka om skilsmässa bara 107 dagar senare. Skilsmässan blev inte slutgiltig förrän 2004.
Cage gifte sig för tredje gången med servitrisen Alice Kim. De gifte sig på en ranch i norra Kalifornien den 30 juli 2004. Tillsammans fick de sonen Kal-El, döpt efter Stålmannen, 2005. Paret skilde sig 2016. I mars 2019 gifte sig Cage med sminkösen Erika Koike i Las Vegas, men skulle fyra dagar senare söka om att få giftermålet ogiltigförklarat och hävdade att han var för berusad för att förstå sina egna handlingar och att Koike inte hade varit öppen om ett annat förhållande hon var involverad i. Ogiltigförklaringen blev inte godkänd och Cage fick istället igenom en skilsmässa tre månader senare.
Den 16 februari 2021 gifte sig Cage med konstnären Riko Shibata på en mindre ceremoni i Las Vegas. Datumet valdes för att hedra Cages far som föddes på samma datum. De fick dottern August Francesca i september 2022.

### Religös och politisk åskådning
Cage växte upp med katolsk bakgrund men pratar inte om religion offentligt och har vägrat svara på frågor kopplade till religion. När han i en intervju inför filmen Knowing (2009) fick frågan om han kan relatera till sin karaktärs ateism svarade han: "Vet du, min personliga tro eller åsikt riskerar att påverka din relation till filmen. Jag tror det är bäst om filmer får lämnas gåtfulla. Det lämnar mer frågor än svar. Jag vill aldrig predika, så det är vad du får från filmen, det är mer intressant än vad jag någonsin kan erbjuda."
Cage har uttalat sig om att han inte är en politisk aktiv skådespelare, men tyckte samtidigt att skådespelare mer än gärna får uttala sig. Han tyckte till och med att det kan vara viktigt med politisk konst då han själv lärde sig om till exempel kärnkraftsolyckor genom filmen Kinasyndromet (1979). I presidentvalet 2020 stöttade han demokraten Andrew Yang.
Under en period i sitt liv utforskade Cage sin mer filosofiska sida och begav sig ut på en resa i Storbritannien för att finna den heliga graalen.

### Välgörenhet
Cage har kallats för en av de mest generösa stjärnorna i Hollywood. Han donerade 2 miljoner dollar till Amnesty till skydd för 300 000 barn i konflikter runt om i världen. Han donerade också 1 miljon dollar till offren efter Orkanen Katrina. Han var bland de första som stöttade ArtWorks, en organisation som belyser rättigheter inom arbete däribland slaveri och barnarbete. Under inspelningen av The Surfer (2024) i Australien ringde han personligen och skänkte 5.000 australiska dollar under en TV-insamling.
Cage har också mottagit humanitära priser från Förenta nationerna för hans arbete som ambassadör för Global rättvisa åren 2009 och 2013. När han spelade in filmen Lord of War (2005) ledde han en kampanj för att uppmärksamma vapenbegränsningar. Han stöttade samtidigt United Negro College Fund och ett sjukhus i Bath i England att utveckla intensivvård för bebisar.

### Intressen
Cage har ett stort intresse av serietidningar. År 2004 auktionerade han ut 400 vintage tidningar som såldes för 1,6 miljoner dollar. Tillsammans med sin son Weston skapade han 2007 serietidningen Voodoo Child som gavs ut av Virgin Comics. Cage är också en beundrare och samlare av konstnären och undergroundtecknaren Robert Williams. Han har skrivit artiklar om honom i tidningar och äger hans tavla Death on the Boards.

### Fastigheter och skatteskulder
Cage uppskattades av Forbes till en av de högst avlönade skådespelarna 2009 då han tjänade över 40 miljoner dollar det året. År 2014 kom han inte med bland toppen.

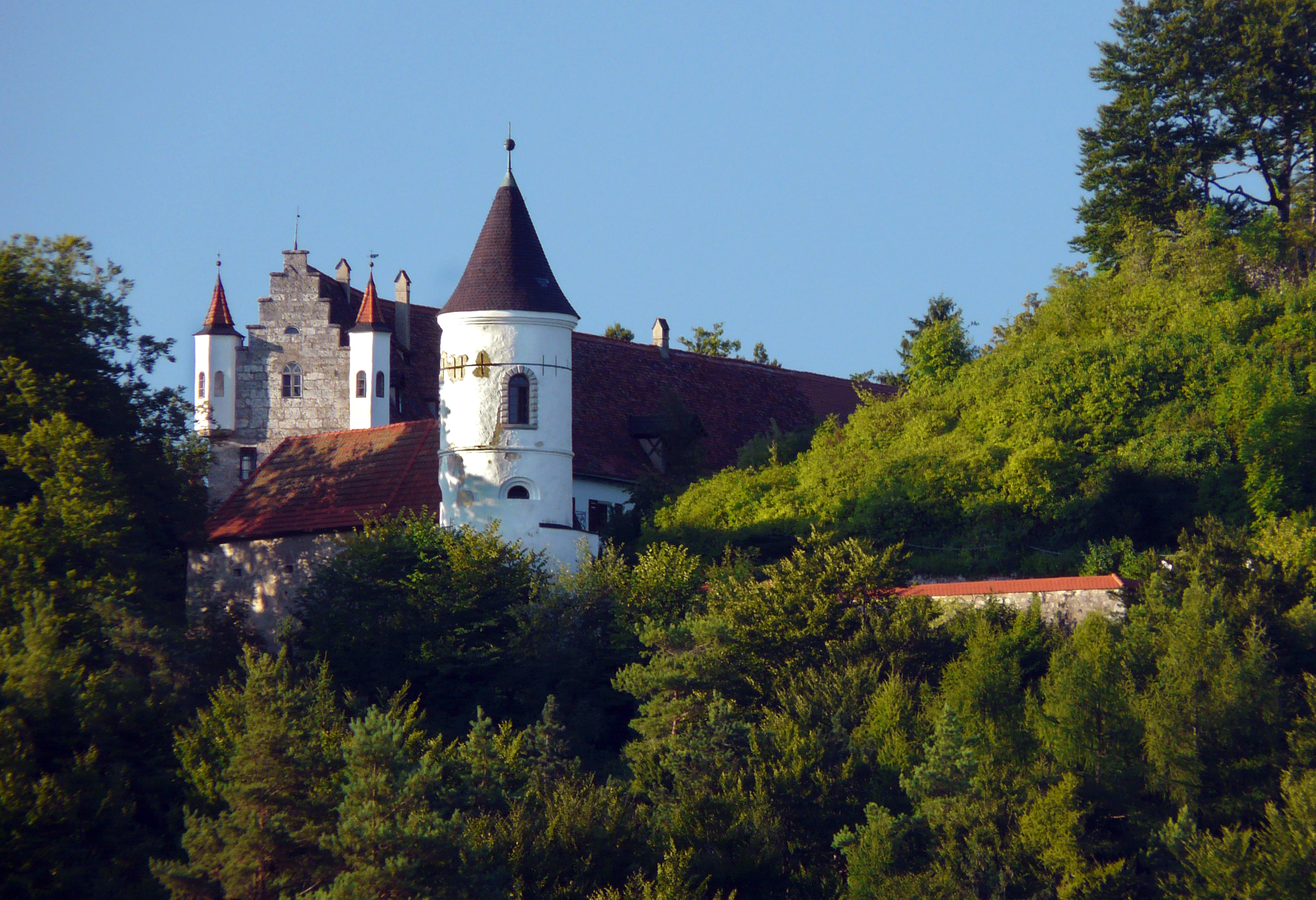
Schloss Neidstein i Oberpfalz som ägdes av Cage mellan 2007 och 2009.

Cage köpte 2004 en fastighet på Paradise Island i Bahamas. I maj 2006 köpte han en 16 hektar stor ö i Exuma District i Bahamas och blev grannar med Faith Hill och Tim McGraw. 2006 köpte han också medeltidsslottet Schloss Neidstein i Oberpfalz, Tyskland. Han sålde det 2009 för 2,5 miljoner dollar. I augusti 2007 köpte Cage fastigheten "Grey Craig", en 2200 kvadratmeter stor herrgård i Middletown i Rhode Island med en tillhörande tomt på 11 hektar. Huset har 12 sovrum och 10 badrum med utsikt över Atlanten. Köpet var ett av de dyraste i Rhode Island. År 2007 köpte han också slottet Midford Castle i Somerset i England. Kort efter att Cage sålt slottet i Tyskland lade han också ut sina fastigheter i Rhode Island, Louisiana, Nevada, och Kalifornien till salu. Även hans ö i Bahamas lade han ut till försäljning för 7 miljoner dollar.
Den 14 juli 2009 skickade det amerikanska skatteverket ut dokument till Cage om att han inte betalat fastighetsskatt på sin fastighet i Louisiana och menade att han var skyldig dem 6,2 miljoner dollar enbart för året 2007. Det uppdagades också att han hade obetalda skatter mellan åren 2002 och 2004 på 350 000 dollar. I oktober samma år stämde Cage sin ekonomiska rådgivare och revisor Samuel J. Levin på 20 miljoner dollar för försumlighet och bedrägeri. I stämningen kunde man läsa att Levin hade: "misslyckats med att betala skatter i tid och placerade [Cage] i spekulativa och riskfulla fastighetsköp vilket resulterade i katastrofala förluster". Cage blev samtidigt stämd av sin bank för flera obetalda miljonlån.
Levin svarade på stämningen med en motstämning där han påstod att han varnat Cage flera gånger om att han lever över sina tillgångar och vädjat om att han måste spendera mindre. Vidare sade han: "Istället för att lyssna har Cage använt sin fritid till att köpa VIP-biljetter och 15 fastigheter". Han ska också ha gett Cage rådet att inte köpa ett privatjet, en hel flotta av yachter, flera Rolls Royce-bilar samt juveler och konst till ett värde av flera miljoner. Han riktade särskilt in sig på året 2007 då Cage, enligt Levin, ska ha köpt tre fastigheter till ett värde av 33 miljoner dollar. 22 bilar, varav 9 Rolls Royces, 12 ovanligt dyra juveler och 47 konstobjekt och exotiska föremål. Ett av föremålen var en dinosarieskalle av arten Tarbosaurus, som i slutändan upptäcktes vara stulen från Mongoliet och fick lämnas tillbaka.
Den 12 november 2009 beslagtog och auktionerade skatteverket ut flera av Cages fastigheter i New Orleans däribland The LaLaurie House, som Cage hänvisat som "det mest hemsökta hemmet i Amerika". Husen såldes för totalt 5.5 miljoner dollar. Även hans hem i Bel Air auktionerades ut, men misslyckades säljas på första försöket trots en prislapp på 10,4 miljoner dollar, betydligt mindre än de 35 miljoner dollar det var värderat till. Huset hade sex lån på 18 miljoner dollar och har tidigare ägts av Dean Martin och Tom Jones. Huset såldes året därefter för 10,5 miljoner dollar. I november 2011 sålde Cage sin utgåva av serietidningen Action Comics #1 för en rekordsumma på 2,16 miljoner dollar (det förra rekordet låg på 1,5 miljoner dollar). Cage köpte tidningen 1997 för 110 000 dollar.
I maj 2017 värderades Cage till omkring 25 miljoner dollar och det rapporterades från bekanta att han tog roller "till höger och vänster" för att betala av sina skulder. År 2022 rapporterades det att Cage hade betalat av sina skulder och hade från och med då intentionen att bli mer selektiv med sina filmroller.

### Rättstvister
Cages motspelerska Kathleen Turner från Peggy Sue gifte sig (1986) skrev i sin självbiografi Send Your Roses från 2008 att Cage hade blivit tagen för rattfylla två gånger och stal en chihuahua under inspelningen. Cage stämde Turner för förtal och Turner erkände senare att Cage aldrig stulit någon hund och bad om ursäkt.
I december 2009 stämde Christina Fulton Cage på 13 miljoner dollar samt huset hon bodde i. Stämningen var ett svar på att Cage sagt åt henne att lämna bostaden då han behövde sälja det efter sina skatteskulder. I juni 2011 kom parterna överens om en hemlig summa som var fördelaktig för båda.
Cage arresterades i New Orleans den 15 april 2011, misstänkt för misshandel, förargelseväckande beteende och berusning. Enligt vittnesmål hade Cage tagit sin frus vrist hårt medan han var märkbart berusad. Cage var häktad tills borgen på 11 000 dollar var betald. Han hade fått ett datum till rättegång men anklagelserna mot Cage lades ned redan den 5 maj 2011.

## Filmografi

### Film
| År   | Filmtitel                                                  | Roll                             | Noter                             |
| ---- | ---------------------------------------------------------- | -------------------------------- | --------------------------------- |
| 1980 | Brubaker                                                   | Statist                          | Okrediterad                       |
| 1982 | Häftigt drag i plugget                                     | Brads kompis                     | Krediterad som Nicolas Coppola    |
| 1983 | Outsiders                                                  | Statist                          | Okrediterad                       |
| 1983 | Valley Girl                                                | Randy                            |                                   |
| 1983 | Rumble Fish                                                | Smokey                           |                                   |
| 1984 | Racing with the Moon                                       | Nicky / Bud                      |                                   |
| 1984 | Cotton Club                                                | Vincent Dwyer                    |                                   |
| 1984 | Birdy                                                      | Sergeant Al Columbato            |                                   |
| 1986 | Satsa Allt                                                 | Ned Hanlan                       |                                   |
| 1986 | Peggy Sue gifte sig                                        | Charlie Bodell                   |                                   |
| 1987 | Arizona Junior                                             | H.I. McDunnough                  |                                   |
| 1987 | Mångalen                                                   | Ronny Cammareri                  |                                   |
| 1989 | Vampire's Kiss                                             | Peter Leow                       |                                   |
| 1989 | Tempo di uccidere                                          | Enrico Silvestri                 |                                   |
| 1989 | Never on Tuesday                                           | Man i röd sportbil               | Okrediterad cameo                 |
| 1990 | Wild at Heart                                              | Sailor Ripley                    |                                   |
| 1990 | Fire Birds                                                 | Jake Preston                     |                                   |
| 1990 | Industrial Symphony No. 1: The Dream of the Broken Hearted | Heartbreaker                     | Konsertfilm                       |
| 1991 | Zandalee                                                   | Johnny Collins                   |                                   |
| 1992 | Smekmånad i Las Vegas                                      | Jack Singer                      |                                   |
| 1993 | Amos & Andrew                                              | Amos Odell                       |                                   |
| 1993 | Red Rock West                                              | Michael                          |                                   |
| 1993 | Deadfall                                                   | Eddie                            |                                   |
| 1994 | Mer än plikten kräver                                      | Doug Chesnic                     |                                   |
| 1994 | Polis ger servitris 2 miljoner i dricks                    | Charlie Lang                     |                                   |
| 1994 | Fångade i paradiset                                        | Bill Firpo                       |                                   |
| 1994 | A Century of Cinema                                        | Sig själv                        | Dokumentär                        |
| 1995 | Dödskyssen                                                 | Little Junior Brown              |                                   |
| 1995 | Farväl Las Vegas                                           | Ben Sanderson                    |                                   |
| 1996 | The Rock                                                   | Stanley Goodspeed                |                                   |
| 1997 | Con Air                                                    | Cameron Poe                      |                                   |
| 1997 | Face/Off                                                   | Castor Troy / Sean Archer        |                                   |
| 1998 | Änglarnas stad                                             | Seth                             |                                   |
| 1998 | Snake Eyes                                                 | Rick Santoro                     |                                   |
| 1999 | Super 8                                                    | Tom Welles                       |                                   |
| 1999 | Bringing Out the Dead                                      | Frank Pierce                     |                                   |
| 2000 | Gone in 60 Seconds                                         | Randall "Memphis" Raines         |                                   |
| 2000 | En andra chans                                             | Jack Campbell                    |                                   |
| 2000 | Bel Air                                                    | ---                              | Enbart producent                  |
| 2000 | Shadow of the Vampire                                      | ---                              | Enbart producent                  |
| 2001 | Kapten Corellis mandolin                                   | Kapten Antonio Corelli           |                                   |
| 2001 | En julsaga                                                 | Jacob Marley                     | Röstroll                          |
| 2002 | Windtalkers                                                | Joe Enders                       |                                   |
| 2002 | Sonny                                                      | Acid Yellow                      | Även regissör och producent       |
| 2002 | Adaptation.                                                | Charlie Kaufman / Donald Kaufman |                                   |
| 2003 | The Life of David Gale                                     | ---                              | Enbart producent                  |
| 2003 | Matchstick Men                                             | Roy Waller                       |                                   |
| 2004 | National Treasure                                          | Benjamin Franklin Gates          |                                   |
| 2005 | Lord of War                                                | Yuri Orlov                       | Även producent                    |
| 2005 | The Weather Man                                            | David Spritz                     |                                   |
| 2006 | Myrmobbaren                                                | Zoc                              | Röstroll                          |
| 2006 | World Trade Center                                         | John McLoughlin                  |                                   |
| 2006 | The Wicker Man                                             | Edward Malus                     | Även producent                    |
| 2007 | Ghost Rider                                                | Johnny Blaze / Ghost Rider       |                                   |
| 2007 | Grindhouse                                                 | Dr. Fu Manchu                    | Segment: Werewolf Women of the SS |
| 2007 | Next                                                       | Cris Johnson                     | Även producent                    |
| 2007 | National Treasure: Hemligheternas bok                      | Benjamin Franklin Gates          |                                   |
| 2008 | Bangkok Dangerous                                          | Joe                              | Även producent                    |
| 2009 | Knowing                                                    | Jonathan Koestler                |                                   |
| 2009 | G-Force                                                    | Speckles                         | Röstroll                          |
| 2009 | The Bad Lieutenant: Port of Call New Orleans               | Terrence McDonagh                |                                   |
| 2009 | Astro Boy                                                  | Dr. Tenma                        | Röstroll                          |
| 2010 | Kick-Ass                                                   | Damon Macready / Big Daddy       |                                   |
| 2010 | Trollkarlens lärling                                       | Balthazar                        | Även exekutiv producent           |
| 2011 | Season of the Witch                                        | Behman von Bleiruck              |                                   |
| 2011 | Drive Angry                                                | Milton                           |                                   |
| 2011 | Seeking Justice                                            | Will Gerard                      |                                   |
| 2011 | Trespass                                                   | Kyle Miller                      |                                   |
| 2011 | Ghost Rider: Spirit of Vengeance                           | Johnny Blaze / Ghost Rider       |                                   |
| 2012 | A Thousand Words                                           | ---                              | Enbart producent                  |
| 2012 | Stolen                                                     | Will Montgomery                  |                                   |
| 2012 | Can't Stand Losing You: Surviving the Police               | ---                              | Enbart producent, dokumentär      |
| 2013 | Croodarna                                                  | Grug Crood                       | Röstroll                          |
| 2013 | The Frozen Ground                                          | Sgt. Jack Halcombe               |                                   |
| 2013 | Joe                                                        | Joe                              |                                   |
| 2014 | Tokarev                                                    | Paul Maguire                     |                                   |
| 2014 | Outcast                                                    | Gallain                          |                                   |
| 2014 | Left Behind                                                | Rayford Steele                   |                                   |
| 2015 | The Dying of the Light                                     | Evan Lake                        |                                   |
| 2015 | The Runner                                                 | Colin Pryce                      |                                   |
| 2015 | Pay the Ghost                                              | Mike                             |                                   |
| 2016 | The Trust                                                  | Stone                            |                                   |
| 2016 | Dog Eat Dog                                                | Troy                             |                                   |
| 2016 | Snowden                                                    | Hank Forrester                   |                                   |
| 2016 | USS Indianapolis: Men of Courage                           | Captain McVay                    |                                   |
| 2016 | Army of One                                                | Gary Faulkner                    |                                   |
| 2017 | Arsenal                                                    | Eddie King                       |                                   |
| 2017 | Vengeance: A Love Story                                    | John                             | Även producent                    |
| 2017 | Inconceivable                                              | Brian                            |                                   |
| 2017 | Mom and Dad                                                | Brent Ryan                       |                                   |
| 2018 | Mandy                                                      | Red Miller                       |                                   |
| 2018 | Looking Glass                                              | Ray                              |                                   |
| 2018 | The Humanity Bureau                                        | Noah Kross                       |                                   |
| 2018 | 211                                                        | Mike Chandler                    |                                   |
| 2018 | Teen Titans Go! To the Movies                              | Kal-El / Stålmannen              | Röstroll                          |
| 2018 | Spider-Man: Into the Spider-Verse                          | Peter Parker / Spider-Man Noir   | Röstroll                          |
| 2018 | Between Worlds                                             | Joe                              |                                   |
| 2019 | Love, Antosha                                              | Berättare                        | Dokumentär                        |
| 2019 | A Score to Settle                                          | Frank Carver                     | Även exekutiv producent           |
| 2019 | Color Out of Space                                         | Nathan Gardner                   |                                   |
| 2019 | Running with the Devil                                     | The Cook                         |                                   |
| 2019 | Kill Chain                                                 | Araña                            |                                   |
| 2019 | Primal                                                     | Frank Walsh                      |                                   |
| 2019 | Grand Isle                                                 | Walter                           |                                   |
| 2020 | Jiu Jitsu                                                  | Wylie                            |                                   |
| 2020 | Croodarna 2: En ny tid                                     | Grug Crood                       | Röstroll                          |
| 2021 | Prisoners of the Ghostland                                 | Hero                             |                                   |
| 2021 | Willy's Wonderland                                         | Vaktmästaren                     | Även producent                    |
| 2021 | Pig                                                        | Rob Feld                         | Även producent                    |
| 2022 | The Unbearable Weight of Massive Talent                    | Nick Cage / Nicky                | Även producent                    |
| 2022 | Butcher's Crossing                                         | Miller                           |                                   |
| 2023 | The Old Way                                                | Colton Briggs                    |                                   |
| 2023 | Renfield                                                   | Greve Dracula                    |                                   |
| 2023 | The Flash                                                  | Kal-El / Stålmannen              | Cameo                             |
| 2023 | Sympathy for the Devil                                     | Passageraren                     | Även producent                    |
| 2023 | The Retirement Plan                                        | Matt                             |                                   |
| 2023 | Dream Scenario                                             | Paul Matthews                    | Även producent                    |
| 2024 | Arcadian                                                   | Paul                             | Även producent                    |
| 2024 | The Surfer                                                 | The Surfer                       |                                   |
| 2024 | Longlegs                                                   | Dale "Longlegs" Kobble           | Även producent                    |
| 2025 | Gunslingers                                                | Ben                              |                                   |

### TV
| År   | Titel                  | Roll            | Notering                                         |
| ---- | ---------------------- | --------------- | ------------------------------------------------ |
| 1981 | Best of Times          | Nicholas        | Avsnitt: "Pilot", krediterad som Nicolas Coppola |
| 1992 | Saturday Night Live    | Värd            | Avsnitt: "Nicolas Cage / Bobby Brown"            |
| 2007 | The Dresden Files      | ---             | Enbart producent                                 |
| 2012 | Saturday Night Live    | Cameo           | Avsnitt: "Zooey Deschanel / Karmin"              |
| 2021 | History of Swear Words | Värd            | 6 avsnitt                                        |
| 2026 | Spider-Noir            | Spider-Man Noir | Kommande                                         |